# Renzo Martens

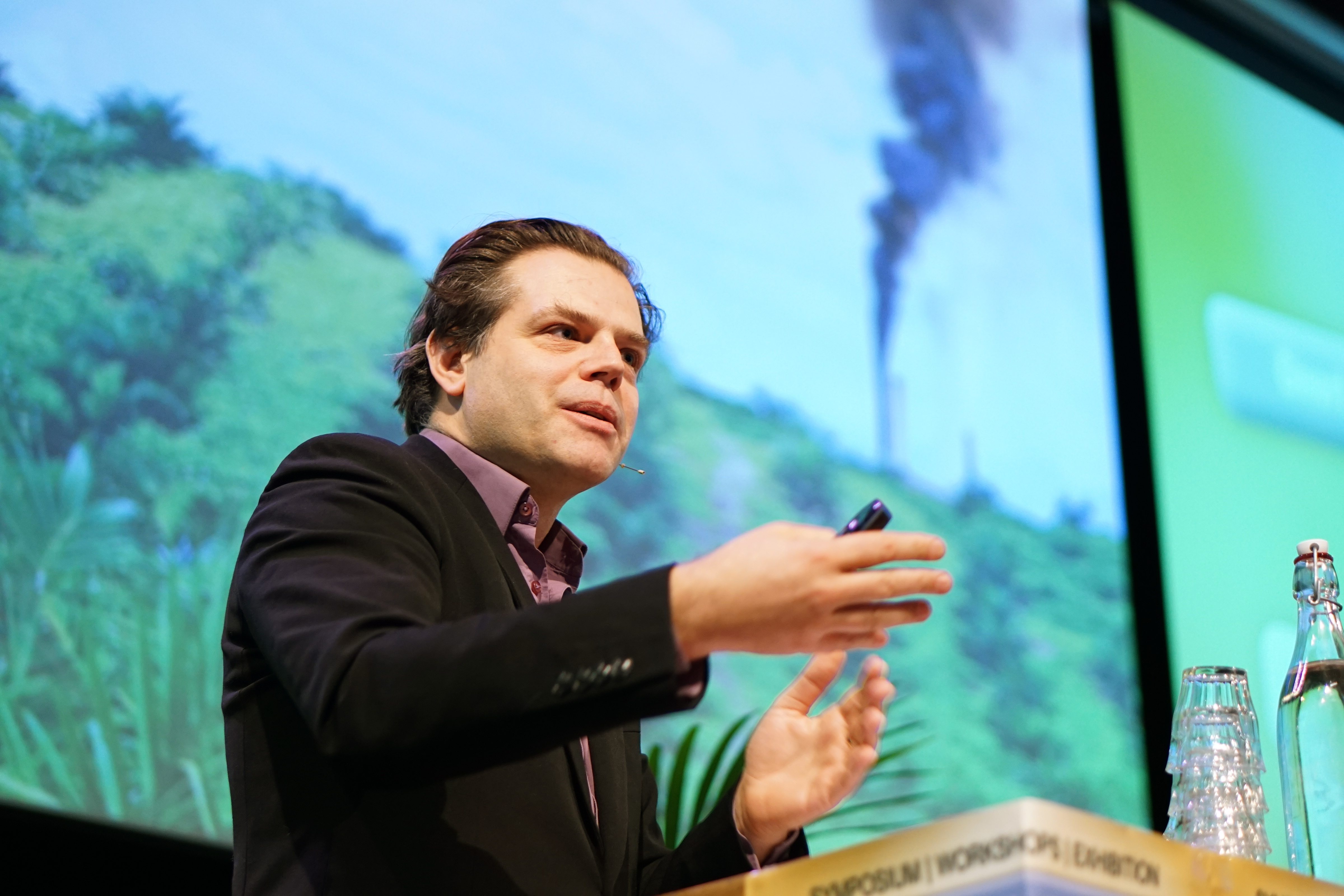
Renzo Martens (2016)

Renzo Martens (* 1973 in Terneuzen) ist ein niederländischer Konzeptkünstler, der derzeit in Amsterdam und Lusanga lebt und arbeitet.
Er erforscht die globalen Geldströme der Kunst am Beispiel Afrikas. Martens wurde durch seine Provokationen bekannt, darunter Episode III: Enjoy Poverty (2008), ein Dokumentarfilm, der nahelegt, dass die Kongolesen ihre Armut als natürliche Ressource vermarkten.
2010 initiierte Renzo Martens das Institute for Human Activities, das ein Gentrifizierungsprogramm auf einer Palmölplantage im kongolesischen Regenwald postuliert.

## Leben
Renzo Martens studierte Politikwissenschaften an der Radboud-Universität Nijmegen und Kunst an der Königlichen Akademie in Gent und der Gerrit Rietveld Akademie in Amsterdam. 2010 wurde Martens als Artist-in-Residence am ISCP-Programm in New York zugelassen. 2013 nahm der Künstler am Yale World Fellow Program, dem Leadership-Programm der Yale University, teil.
Martens arbeitet derzeit an einem PhD an der School of Arts in Gent. Er hielt Vorträge über Kunst, Wirtschaft und Repräsentation am University College London, der London School of Economics, der Yale University, am Goldsmiths (University of London), an der Städelschule Frankfurt, an der Haute école d’art et de design (HEAD) Genf, der KASK und dem Museo Nacional Centro de Arte Reina Sofia in Madrid.

## Filme
- 2008: Enjoy Poverty[5]
- 2021: White Cube[6][7][8]

## Auszeichnungen
- 2017: Visible Award[9]
- 2015: Witteveen+Bos-prijs voor Kunst+Techniek
- 2015: Amsterdamprijs voor de Kunst
- 2013: Yale World Fellow[10]
- 2013: Culture Documentary Stipend[11]
- 2010: Flanders cultural award for Film[12]
- 2010: Incentive Price of Dutch Film Fund[13]